# Integrationsbeauftragter
Als Integrationsbeauftragter, auch Beauftragter für Migration und Integration (ehemals: Ausländerbeauftragter) wird ein Amt bezeichnet, dessen Inhaber innerhalb der Regierung eines Landes, Bundeslandes oder einer Kommune für die Belange von Migranten und von Personen mit Migrationshintergrund zuständig ist, sowie sich für deren erfolgreiche Integration einsetzt.
Das Amt des Integrationsbeauftragten ist meist beim jeweiligen Sozialministerium oder der jeweiligen Entsprechung auf kommunaler Ebene (z. B. Dezernat für Soziales) angesiedelt, seltener auch beim Justizministerium oder direkt unter dem Leiter der Exekutive, z. B. beim Kanzleramt oder Bürgermeister. Der Integrationsbeauftragte hat zumeist keine exekutiven Befugnisse, sondern ist in Fragen der Integration und Migration Ansprechpartner für alle Ressorts. Daneben tritt er auch als Fürsprecher in Einzelfällen auf und ist regelmäßig Mitglied der Härtefallkommission für abgelehnte Asylbewerber.

## Bundesrepublik Deutschland
Das Amt wurde auf Bundesebene 1978 geschaffen und hat seitdem mehrere Umbenennungen und Statusänderungen erfahren.

## Deutsche Bundesländer

### Baden-Württemberg
Integrationsbeauftragter der baden-württembergischen Landesregierung, angegliedert dem Justizministerium:
- 1996–2011: Ulrich Goll

Ministerin für Integration:
- 2011–2016: Bilkay Öney (SPD)

Minister für Soziales, Gesundheit und Integration
- seit 2016: Manfred Lucha (Grüne)

### Bayern
Integrationsbeauftragter der Bayerischen Staatsregierung, organisatorisch der Staatskanzlei zugeordnet:
- 2009–2017: Martin Neumeyer
- 2017–2018: Kerstin Schreyer
- 2018: Mechthilde Wittmann
- 2018–2023: Gudrun Brendel-Fischer
- seit 2023: Karl Straub

### Berlin
1981–Mai 2003 Ausländerbeauftragter, seit 1. Juni 2003 Beauftragter für Migration und Integration des Berliner Senats:
- 1981–2003: Barbara John[1]
- 2003–2012: Günter Piening[2]
- 2012–2015: Monika Lüke[3]
- 2015–2019: Andreas Germershausen[4]
- seit Mai 2019 Katarina Niewiedzial[5]

### Brandenburg
Integrationsbeauftragte des Landes Brandenburg:
- 1991–2006: Almuth Berger
- 2007–2011: Karin Weiss[6][7]
- 2013–2024: Doris Lemmermeier[8]
- seit 2024: Diana Gonzalez Olivo

### Bremen
Referatsleiter – Grundsatzangelegenheiten der Zuwanderungs- und Integrationspolitik beim Bremer Senator für Arbeit, Frauen, Gesundheit, Jugend und Soziales:
- Erhard Heintze

Migrations- und Integrationsbeauftragte
- 2012–2019: Silke Harth[9][10]
- 2019–2022: Rainer Schmidt (kommissarisch)[11]
- seit 2022: Nadezhda Milanova[12]

### Hamburg
Leitung der Leitstelle Integration und Zivilgesellschaft (LIZ) bei der Hamburger Behörde für Soziales, Familie, Gesundheit und Verbraucherschutz
- 2008–2010: Vera Birtsch[13]

Staatsrätin mit der Aufgabenstellung Arbeit, Soziales, Familie und Integration in der Behörde für Arbeit, Gesundheit, Soziales, Familie und Integration.
- seit 2012: Petra Lotzak

### Hessen
Staatssekretär und Bevollmächtigter für Integration und Antidiskriminierung im Hessischen Ministerium für Soziales und Integration:
- 2014–2017: Jo Dreiseitel
- 2017–2019: Kai Klose

Staatssekretärin im Ministerium für Soziales und Integration:
- 2019–2024: Anne Janz

Staatssekretärin für Migration und Integration:
- seit 2024: Katrin Hechler[14]

### Mecklenburg-Vorpommern
Integrationsbeauftragte im Ministerium für Soziales, Integration und Gleichstellung Mecklenburg-Vorpommerns.
- Christel Lüth
- Peter Herrmannsen
- 2019–2020: Dagmar Kaselitz
- 2020–2021: Reem Alabali-Radovan
- seit 2022: Jana Michael[15]

### Niedersachsen
Integrationsbeauftragte des Landes Niedersachsen, von 2007 bis 2011 beim Ministerium für Inneres, Sport und Integration, seit 2013 bei der Staatskanzlei angesiedelt:
- 2007–2011: Honey Deihimi
- 2013–2022: Doris Schröder-Köpf
- seit 2022: Deniz Kurku

### Nordrhein-Westfalen
Von 2010 bis 2017 war eine Staatssekretärin bzw. ein Staatssekretär im Ministerium für Arbeit, Integration und Soziales, seit 2017 ist eine Staatssekretärin im Ministerium für Kinder, Familie, Flüchtlinge und Integration für den Bereich Integration zuständig:
- 2002–2005: Klaus Lefringhausen
- 2005–2010: Thomas Kufen
- 2010–2013: Zülfiye Kaykin
- 2013–2017: Thorsten Klute
- seit 2017: Serap Güler

### Rheinland-Pfalz
Beauftragte der Landesregierung für Migration und Integration, angesiedelt beim Ministerium für Arbeit, Soziales, Familie und Gesundheit:
- 1998–2011: Maria Weber[16]
- seit 2011: Miguel Vicente[17]

### Saarland
Landesintegrationsbeauftragte, angesiedelt beim Ministerium für Inneres, Familie, Frauen und Sport des Saarlandes:
- 2004– ?: Gaby Schäfer
- 2017–2022: Monika Bachmann[18]
- seit 2022: Magnus Jung[19]

### Sachsen
Sächsischer Ausländerbeauftragter:
- 1992–2004: Heiner Sandig
- 2004–2009: Friederike de Haas
- 2009–2014: Martin Gillo
- seit 2014: Geert Mackenroth

### Sachsen-Anhalt
Integrationsbeauftragte der Landesregierung Sachsen-Anhalt:
- -2007: Achim Bürig
- seit 2007: Susi Möbbeck

### Schleswig-Holstein
Beauftragter für Flüchtlings-, Asyl- und Zuwanderungsfragen beim Präsidenten des schleswig-holsteinischen Landtages
- 1998–2005: Helmut Frenz
- 2005–2011: Wulf Jöhnk
- 2011–2023: Stefan Schmidt
- seit 2024: Doris Kratz-Hinrichsen[20]

### Thüringen
Thüringer Beauftragte für Integration, Migration und Flüchtlinge
- 1992–2010: Eckehard Peters
- 2010–2015: Petra Heß
- 2015–2021: Mirjam Kruppa[21]
- 2021–2022: Annett Roswora (geschäftsführend)
- seit 2022: Mirjam Kruppa[22]

## Deutsche Demokratische Republik
In der letzten Phase der DDR gab es vom 1. März bis 2. Oktober 1990 unter Hans Modrow und Lothar de Maizière das Amt des Ausländerbeauftragten. Beauftragte während dieser Zeit war Almuth Berger.

## Österreich
Bis Anfang 2011 hatte das österreichische Bundesministerium für Inneres einen beamteten Integrationsbeauftragten. Am 20. April 2011 wurde die Stelle eines Staatssekretärs für Integration geschaffen, mit der Sebastian Kurz betraut wurde. Nachdem dieser im Dezember 2013 Außenminister wurde, wanderte das bisherige Staatssekretariat als neue Sektion ins Außenministerium.

## Schweizer Kantone

### Basel-Stadt
Delegierter für Migration und Integration sowie Leiter der Integrations- und Anti-Diskriminierungsstelle und Mitglied der Projektleitung Integrale Stadtentwicklung des Kantons Basel-Stadt:
- seit 1998: Thomas Kessler

### Zürich
Leiterin der Kantonalen Fachstelle für Integrationsfragen im Kanton Zürich:
- seit 2007: Julia Morais[24]